# Mechanics Bank Arena
Mechanics Bank Arena é um complexo multiuso localizado no centro de Bakersfield, Califórnia, Estados Unidos. Inaugurado em 1998, o complexo abriga uma arena esportiva, um salão de exposições e um teatro. O complexo recebe eventos esportivos, culturais e educacionais, além de exposições sobre a história e a cultura da região.
A arena esportiva tem capacidade para até 10 225 espectadores e é a casa do Bakersfield Condors, um time de hóquei no gelo que disputa a American Hockey League, e do time de hóquei no gelo da Universidade Estadual da Califórnia, Bakersfield Roadrunners (ACHA Division II). A arena também sedia o Campeonato Estadual de Wrestling do Ensino Médio da Califórnia, realizado anualmente no primeiro fim de semana de março. A arena possui um piso de 1 600 metros quadrados que pode ser adaptado para diferentes tipos de eventos.
O salão de exposições tem 1 657 metros quadrados e pode ser usado para feiras, convenções, banquetes e outros eventos. O teatro tem três mil assentos e oferece uma variedade de espetáculos, como musicais, peças, concertos e palestras.
O complexo também abriga o Bob Elias Kern County Sports Hall of Fame, uma exposição que homenageia atletas e personalidades esportivas de Bakersfield e do condado de Kern. A exposição apresenta fotos, troféus, uniformes e outros itens relacionados ao esporte local. Entre os homenageados estão atletas nacionalmente reconhecidos, treinadores locais e pessoas que contribuíram para o desenvolvimento do esporte na região.
O nome do complexo foi alterado várias vezes ao longo dos anos. Originalmente chamado de Centennial Garden, um nome sugerido pelo morador local Brian Landis, o complexo passou a se chamar Bakersfield Civic Auditorium em 1962 e Bakersfield Convention Center na década de 1980. Em setembro de 2019, após a fusão do Rabobank NA com o Mechanics Bank, uma instituição financeira sediada na área da baía, o complexo recebeu o nome atual de Mechanics Bank Arena.